# パベル・ハジム
- パベル・ハディム

パベル・ハジム（Pavel Chadim、1971年7月8日 - ）は、チェコ共和国出身の元プロ野球選手（外野手、投手）・コーチ・監督・神経科医。

## 経歴

### 現役時代
1993年にチェコ・エクストラリーガのテフニカ・ブルノに入団。1995年にドラツィ・ブルノへと移籍。外野手および救援投手としてリーグ10連覇に貢献した。
2010年にはインターコンチネンタルカップのチェコ代表チームで監督を務めた。2011年、現役を引退。

### 引退後
2012年にU-21欧州選手権、2013年にリトルリーグワールドシリーズのチェコ代表チームをそれぞれ指揮。2014年の21U野球ワールドカップではチェコ代表チームを率いて5位となった。
2022年からはチェコ代表のトップチームの監督を務め、第5回WBC本戦初出場を果たした。本戦の1次ラウンド敗退後に行われた会見では「必勝」と書かれた日の丸のハチマキをつけて登場した。
2023年8月、千葉ロッテマリーンズが野球振興・文化交流を目的とした「マリーンズ-チェコ ベースボールブリッジプログラム」を創設したことで選手2名と共に来日。ZOZOマリンスタジアムで始球式を務めた。11月、第6回WBCが開催される2026年まで監督としての契約が延長された。
2024年3月、ヨーロッパ代表チームの1塁コーチとして来日。野球日本代表およびくふうハヤテベンチャーズ静岡と試合を行った。

## 人物
- 野球を始めたのは16歳の頃[10]。
- 現在は監督業の傍ら、チェコのブルノに位置するベフンスカー神経科医で院長を務めている。
- 2023年9月、ハジムの打診で栗山英樹がチェコ野球の名誉アンバサダーに就任した[11][12]。

## 詳細情報

### 背番号
- 13 （2022年 -）
- 11 （2024年）
  - 欧州代表コーチで着用。

## 関連書籍
- Baseball – Malá země, velké sny (2023年11月22日)
  - 本人プロデュースの書籍。著者はスポーツライターのMartin Hašek。